# Erik Tul
Erik Tul, slovenski veslač, * 1. avgust 1975, Izola.
Tul je za Slovenijo nastopil na Poletnih olimpijskih igrah 1996 v Atlanti, kjer je veslal v dvojnem dvojcu, ki je osvojil 14. mesto. 